# Werner Hassenpflug (Jurist)
Werner Hassenpflug (* 23. August 1901; † 12. September 1976 in Detmold) war ein deutscher Ministerialbeamter und Eisenbahner.

## Leben
Hassenpflug studierte Rechtswissenschaften in Tübingen und wurde Mitglied des Corps Rhenania Tübingen. Er trat nach Abschluss des zweiten Staatsexamens 1930 als Assessor in den Dienst der Deutschen Reichsbahn-Gesellschaft. Zunächst in der Reichsbahndirektion Wuppertal beschäftigt, übernahm er 1932 als Reichsbahnrat die Leitung der Personalabteilung der Reichsbahndirektion Altona (ab 1937 Reichsbahndirektion Hamburg). 
Nach der „Machtergreifung“ der NSDAP, der Hassenpflug bereits zum 1. November 1931 beigetreten war (Mitgliedsnummer 707.426), zählte zu seinen Aufgaben ab April 1933 vor allem die Umsetzung des Berufsbeamtengesetzes im Bereich der Reichsbahndirektion Altona. Die Reichsbahn-Gesellschaft zählte bis 1937 nicht zur direkten Staatsverwaltung. Ihr Generaldirektor Julius Dorpmüller übernahm aber – wie bereits im Berufsbeamtengesetz intendiert – die entsprechenden Regelungen für die Reichsbahn, nicht zuletzt zur Befestigung seiner nach dem Machtwechsel noch unsicheren Position. Bis 1935 wurden die meisten jüdischen Beamten und Arbeiter der Reichsbahndirektion entlassen, auch diejenigen, die zunächst durch das Frontkämpferprivileg noch vor Entlassungen geschützt waren.
Der aktive Nationalsozialist Hassenpflug, der auch SA-Mitglied war, erhielt im Juli 1938 nach dem Anschluss Österreichs die besondere Funktion eines „politischen Referenten“ bei der vom Reichsverkehrsministerium in Wien eingerichteten „Abwicklungsstelle Österreich“. Die Aufgabe der Abwicklungsstelle war die Überführung der Österreichischen Bundesbahnen in die Reichsbahn. Hassenpflug war hierbei für den gesamten Personalbereich verantwortlich. Nachdem in den ersten Wochen nach dem Anschluss die Entfernung jüdischer Eisenbahner aus dem Eisenbahndienst vor allem durch willkürliche Entlassungen erfolgt war, übernahm Hassenpflug die Aufgabe, dies in formaljuristisch „korrekter“ Vorgehensweise fortzuführen. Er war dabei bestrebt, die im „Altreich“ seit 1933 vollzogenen Maßnahmen zur „Arisierung“ der Reichsbahn in kürzerer Zeit und möglichst effektiv umzusetzen. Indem jüdische Eisenbahner der für reichsdeutsche Beamte erforderlichen Vereidigung auf Adolf Hitler für „unwürdig“ erklärt wurden, wurde ihre Entfernung aus dem Dienst formal legal umgesetzt. Hassenpflug konnte seine Aufgabe mit Auflösung der Abwicklungsstelle am 31. März 1939 zur Zufriedenheit der Reichsbahnführung beenden.
Ab 1. Dezember 1938 war der inzwischen zum Oberreichsbahnrat beförderte Hassenpflug in der zur Reichsbahn gehörenden Direktion der Reichsautobahnen tätig. 1940 wechselte er als Ministerialrat und Referent für die Personalangelegenheiten der höheren Beamten in das Reichsverkehrsministerium (RVM) nach Berlin, wo er dem Staatssekretär Wilhelm Kleinmann direkt unterstellt war. Am 1. Januar 1942 übernahm Hassenpflug als Nachfolger von Hermann Osthoff die Abteilung E V Personalangelegenheiten im RVM. Hier kümmerte er sich vor allem um die Ausweitung der Beschäftigung von Frauen und „Fremdarbeitern“. Er war der zu dieser Zeit jüngste Ministerialdirektor im RVM und in der Funktion als Leiter der Eisenbahn-Personalabteilung zugleich Mitglied im Vorstand der Reichsbahn. Die Personalabteilung des RVM war in besonderer Weise durch aktive und junge Nationalsozialisten wie Hassenpflug geprägt, außer ihm als Abteilungsleiter gehörten sieben der elf Referenten seiner Abteilung seiner Generation an, alle Referenten waren zudem Mitglieder der NSDAP. Zum 1. Juli 1944 wechselte er im RVM als Leiter in die Abteilung für Binnenschifffahrt. Am 12. August 1944 wurde er mit dem Ritterkreuz des Kriegsverdienstkreuzes ohne Schwerter ausgezeichnet.
Nach dem Krieg kam Hassenpflug, wie fast alle leitenden Mitarbeiter der Personalabteilung, für den Neuaufbau der Deutschen Bundesbahn (DB) aufgrund der engen Verknüpfung mit dem Nationalsozialismus für Leitungsaufgaben in seinem bisherigen Ressort nicht mehr in Frage. Anders als beispielsweise in ihrer Finanzverwaltung oder den Betriebs- und Bauabteilungen griff die DB in der Personalabteilung ihrer Hauptverwaltung fast durchwegs auf unbelastete Kräfte zurück, die teils, wie beispielsweise Johann Hatje, aus den Reihen ab 1933 verfolgter und entlassener Eisenbahngewerkschafter und Sozialdemokraten stammten. Lediglich einer der Vorkriegsreferenten wurde in die Personalabteilung übernommen. Hassenpflug kam bis zum Eintritt in den Ruhestand bei der DB-Tochter Bayern Express unter, die während der deutschen Teilung Fernbuslinien zwischen West-Berlin und dem Bundesgebiet betrieb.